# Гетьман Іван Мазепа (корвет)
«Гетьман Іван Мазепа» (бортовий номер F211) — протичовновий корвет класу Ada, що будується Туреччиною для України на суднобудівній корабельні в Стамбулі. Майбутній флагман ВМС ЗСУ. Має замінити фрегат «Гетьман Сагайдачний» (бортовий номер F130), затоплений українськими військами для уникнення захоплення в Миколаєві (2-3 березня 2022 року) після повномасштабного вторгнення РФ до України.
Корвет закладено у вересні 2021 року. 2 жовтня 2022 року відбулася офіційна церемонія спуску корвета на воду на суднобудівній верфі в Стамбулі.

## Особливості кораблів цього класу
Корвети класу «Ада» є сучасними кораблями прибережної зони, за допомогою яких можна проводити протичовновнові операції та патрулювання у відкритому морі, з широким використанням у своїй конструкції принципів стелс-технологій.
Перші кораблі цього проєкту були побудовані військово-морською корабельнею Стамбула. Роботи по першому корвету класу «Ада» почались 26 липня 2005 року і спущений на воду 27 вересня 2008 року. Приблизна вартість 1 корабля становила близько 260 мільйонів доларів США.
Кораблі приводяться в рух силовою установкою RENK CODAG Cross-Connect. Вона складається з газової турбіни потужністю 31 000 к.с. та двох дизельних двигунів потужністю 5790 к.с. Кожен дизельний двигун приводить в рух один гвинт з регульованим кроком через двошвидкісний головний редуктор. Механізм з поперечним з'єднанням розподіляє потужність від газової турбіни через обидва головних редуктори до двох валів. Силова установка корабля може працювати в дизельному режимі, в режимі газової турбіни чи в режимі CODAG (дизельні та газотурбінні двигуни разом забезпечують потужність 38 800 к.с.).
Концепція конструкції та бойового застосування корвета класу «Ада» подібна до літоральних кораблів класу Freedom, розроблених фірмою Локхід Мартін як бойовий корабель ВМС США наступного покоління. Корвети класу «Ада» мають потужніше озброєння, потужніші радарні та сонарні системи, а «Freedom» має вищу швидкість та модульну конструкцію.
Корвети класу «Ада» мають досить потужний арсенал озброєння: одну гармату 76 мм «ОТО Melara Super Rapid»; два кулемети 12,7 мм «Aselsan STAMP» або інші на вимогу замовника. Також кораблі озброєні двома 324 мм торпедними апаратами «Mark 32 Surface Vessel Torpedo Tubes» та протикорабельними ракетними комплексами (8 ракет «Harpoon» або «Atmaca»). Протиповітряну оборону здійснює комплекс «RIM-116» або інший за бажанням замовника, а протичовнову оборону — Surface Ship Torpedo Defence (Сонар (Sonar 270) британського виробництва).

## Історія

### Передісторія
Після 2014 року Україна залишилася без повноцінного флоту, адже більшість великих кораблів залишилися в Криму після його окупації. Вже у 2015 році вище військово-політичне керівництво держави узгодило та прийняло «Стратегію розвитку ВМС ЗС України до 2035 року». Відповідно до неї Україна, зважаючи на свій економічний та промисловий потенціал, в першу чергу мала до 2025 року набути можливості ефективно здійснювати контроль в прибережній зоні. Тому було обрано загальну стратегію москітного флоту, адже малі та маневрені артилерійські та ракетні катери можуть ефективно боротися проти великих кораблів і бути досить складною мішенню. З цією метою було розроблено катер Гюрза-М (малий броньований артилерійський катер), що активно надходив до складу флоту. Також відповідно до стратегії, мали створити берегову систему спостереження та виявлення цілей. В рамках 1 етапу передбачали й створення або купівлю берегового протикорабельного комплексу (з цією метою було розроблено ПкРК «Нептун»).
Але протягом експлуатації було виявлено ряд недоліків такої стратегії відбудови флоту, а також проблеми в якості продукції українського ВПК: «Гюрза-М» не відповідав заявленим тактико-технічним характеристикам, а МБДК «Кентавр» та СРК «Сімферополь» взагалі не змогли прийняти на озброєння та ввести в склад флоту (через значні проблеми та невідповідність ТТХ). У зв'язку з чим було переглянуто стратегію, де визначено одночасно розвивати як компоненти 1 етапу, так і 2 етапу розвитку ВМС ЗС України. Також було прийнято рішення не розробляти власні кораблі та катери, а купувати їх в союзників, та надалі переносити виробництво в Україну.
Було досягнуто декілька важливих контрактів із Великою Британією (будівництво ракетних катерів та передача двох мінних тральщиків типу «Сандаун»), Республікою Туреччина (будівництво 2-х корветів типу «Ада»), США (передача патрульних катерів типу «Айленд» та будівництво нових швидкісних катерів типу «Mark 6») та Францією (будівництво патрульних катерів Ocea FPB 98 для Морської охорони України).

### Будівництво
Відповідно до контракту, що підписаний між урядом України та Туреччини, Туреччина має побудувати перший корабель на своїх потужностях до стану 80 % готовності, а потім корвет має бути дооснащено в Україні. Другий (й наступні кораблі) мав будуватися вже на потужностях заводу «Океан» в Україні із залученням турецьких спеціалістів. Таким чином мала відбутися поступова передача технологій.
У вересні 2021 року перший корвет для ВМС України був закладений, а вже наприкінці грудня на суднобудівному підприємстві у Туреччині почали збирати його корпус. У січні 2022 року повідомлялося про 30 % готовність першого корабля. Планувалося, що до кінця 2022 року корвет доставлять в Україну, а вже у 2023 році буде закладено 2 корабель, але на жаль цьому завадила повномасштабна війна Росії проти України і було прийнято рішення повністю добудувати корабель на потужностях в Туреччині, а доля другого (й наступних) корабля — поки невідома.
Повідомлялося, що вже формується екіпаж судна, а також визначено капітана. Ще у листопаді 2021 року моряки Військово-морських сил України проходили стажування на турецькому бойовому кораблі корветі TCG Kınalıada (F-514) класу ADA Військово-морських сил Туреччини.
18 серпня 2022 року Президент України присвоїв корвету почесне ім'я «Гетьман Іван Мазепа». Станом на серпень 2022 року будівництво було завершено на 70-80 %.
17 вересня 2022 року були опубліковані фото фактично готового корпуса корабля.
2 жовтня 2022 року, у присутності Першої леді України, відбулася офіційна церемонія спуску корвета на воду на суднобудівній верфі в Стамбулі.
2 липня 2023 року командувач Військово-Морських Сил Збройних Сил України віцеадмірал Олексій Неїжпапа заявив, що корвет «Гетьман Іван Мазепа» має увійти до складу українського військового флоту наступного року.
29 травня 2024 року корвет вийшов на перші ходові випробовування.
На оприлюднених фотографіях із ходових випробувань видно, що корабель уже озброєний 76-міліметровою корабельною артилерійською установкою Super Rapid виробництва італійської компанії OTO Melara.  Над гелікоптерним ангаром встановлена морська версія турецької 35-мм зенітної установки Korkut від компанії Aselsan. Іншою продукцією компанії на борту «Мазепи» є 12,7-міліметрові дистанційно керовані установки STAMP, які встановлені по лівому й правому борту корабля. Можна помітити типові для кораблів проєкту Ada радар системи управління вогнем Thales Sting EO MK2, систему супутникового зв’язку від Aselsan, систему радіоелектронної боротьби ARES-2N та систему постановки дипольних перешкод Mk 36 SRBOC.
9 листопада 2024 року екіпаж корвета «Гетьман Іван Мазепа» провів випробування озброєння корабля, зокрема установки OTO Melara та Gokdeniz. У командуванні ВМС додали, що усі попередні технічні зауваження до корабля були враховані, а модернізація зосереджена на забезпеченні максимальної ефективності та захисту в бою.

## Озброєння

### Протикорабельний ракетний комплекс
Можливо, корабель буде оснащено комплексом Гарпун, як засобом протикорабельних ракет.[джерело?] Також можливе оснащення комплексом NSM.[джерело?]

### Зенітно-ракетний комплекс
За припущенням Мілітарної порталу, на корветі буде встановлено французький ЗРК, оснащений ракетами малого радіуса дії MICA та турецький ЗК ближнього бою Aselsan GOKDENIZ. У березні 2023 року у повідомлені суднобудівника було підтверджено, що на кораблях для України будуть встановленні саме вертикальні пускові установки зенітних ракет MICA VL. УВП (установки вертикального пуску) ЗРК MICA розташовані на одному з ярусів кормової надбудови над вертольотним ангаром. Чотири комірки з кожного боку, загалом — 8.

### Протичовнове озброєння
Протичовнове озброєння корабля представлено гідроакустичними станціями, двома двохтрубними торпедними апаратами, що розраховані на пуск торпед американського виробництва, та двома бомбометами протиторпедної оборони (Ultra Electronic Sea Sentor Surface Ship Torpedo Defense System), що відстрілюють своєрідні хибні цілі-імітатори, які за допомогою імітування шуму гребних гвинтів корабля, беруть удар торпед на себе.
Торпедним апаратом може бути обрана система Murene 90 Impact, але офіційних підтверджень цьому немає.
Також можливо, що  на кораблі буде встановлено  торпедні установки Mk 32 під американську торпеду Mk 46, як на «базовій» версії, яка використовується ВМС Туреччини.

### Артилерія
Корабель буде оснащено 76-мм гарматою OTO Melara Super Rapid,  а також двома модулями під кулемети 12,7-мм «STEMP» виробництва Aselsan.

### Навігаційне обладнання, засоби висвітлення повітряного та надводного простору, РЕБ
Можна помітити типові для кораблів проєкту Ada радар системи управління вогнем Thales Sting EO MK2, систему супутникового зв’язку від Aselsan, систему радіоелектронної боротьби ARES-2N та систему постановки дипольних перешкод Mk 36 SRBOC.  Також встановлений тактичний навігаційний радар ALPER, а для виявлення повітряних цілей встановлений 3D-радар SMART-S MK2.

## Командири
- (2022) капітан 2-го рангу Володимир Углінський[20]

## Галерея

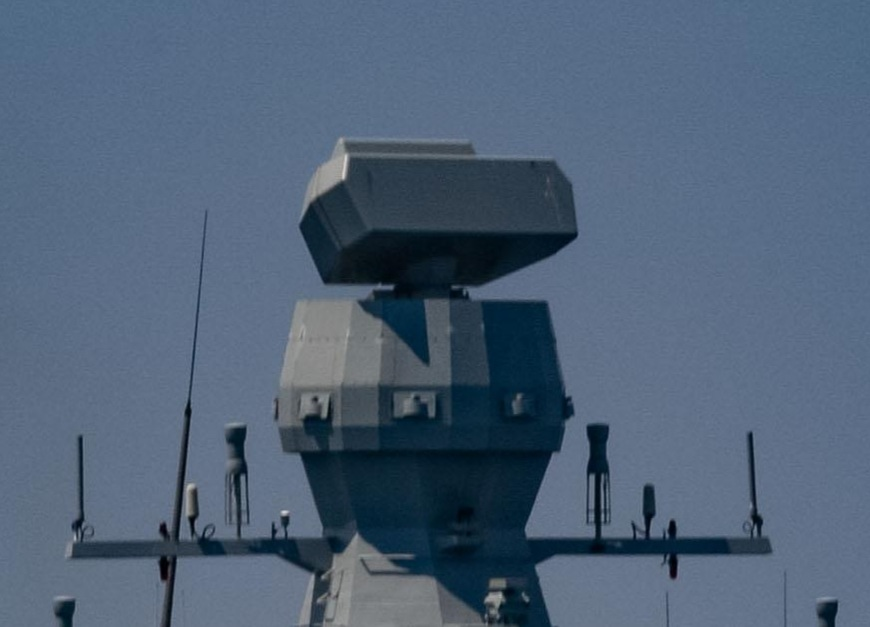
Станція виявлення надводних цілей, що встановлюється на корвет (Smart-S Mk-2)
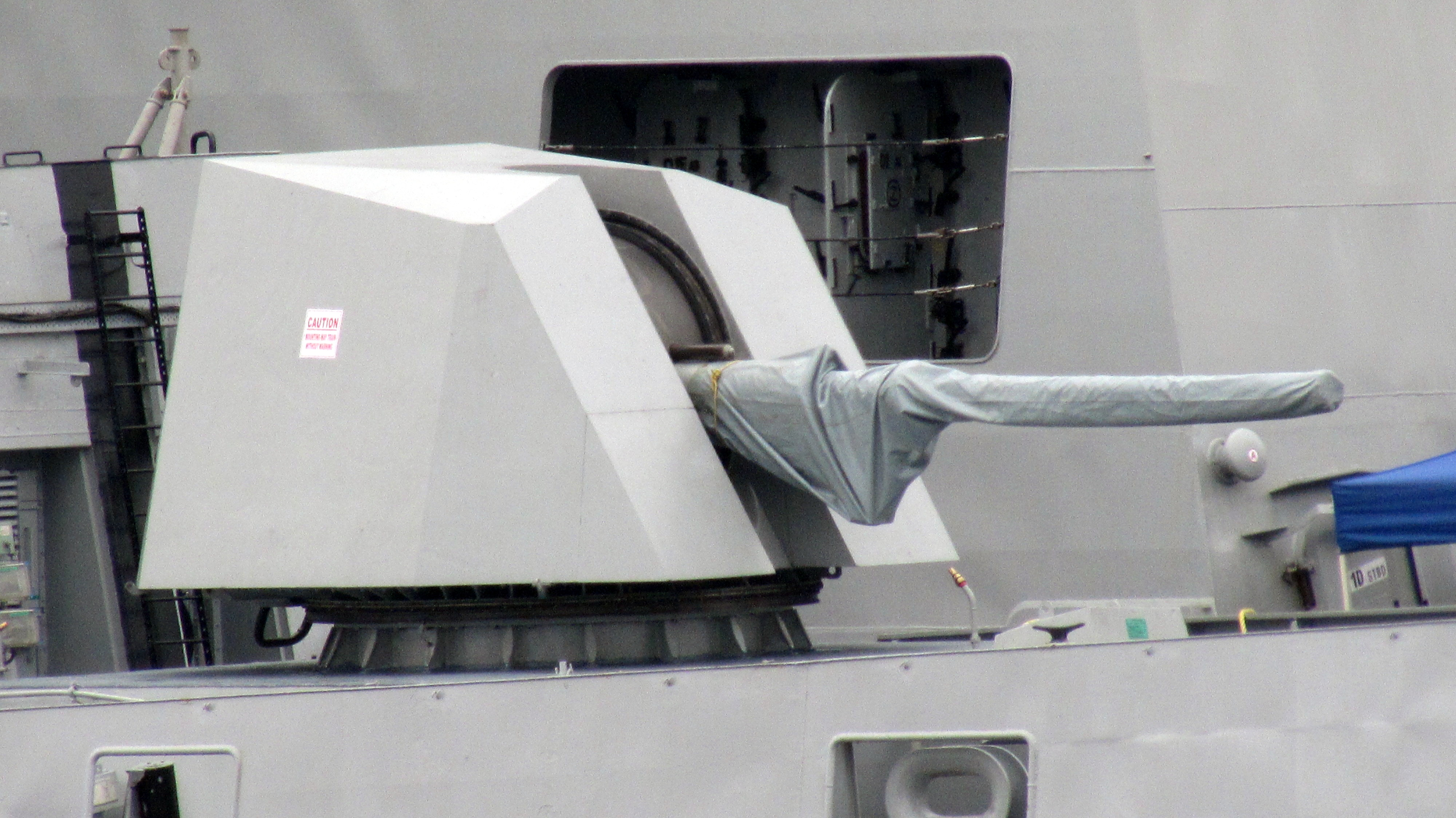
76-мм гармата «OTO melara SR»
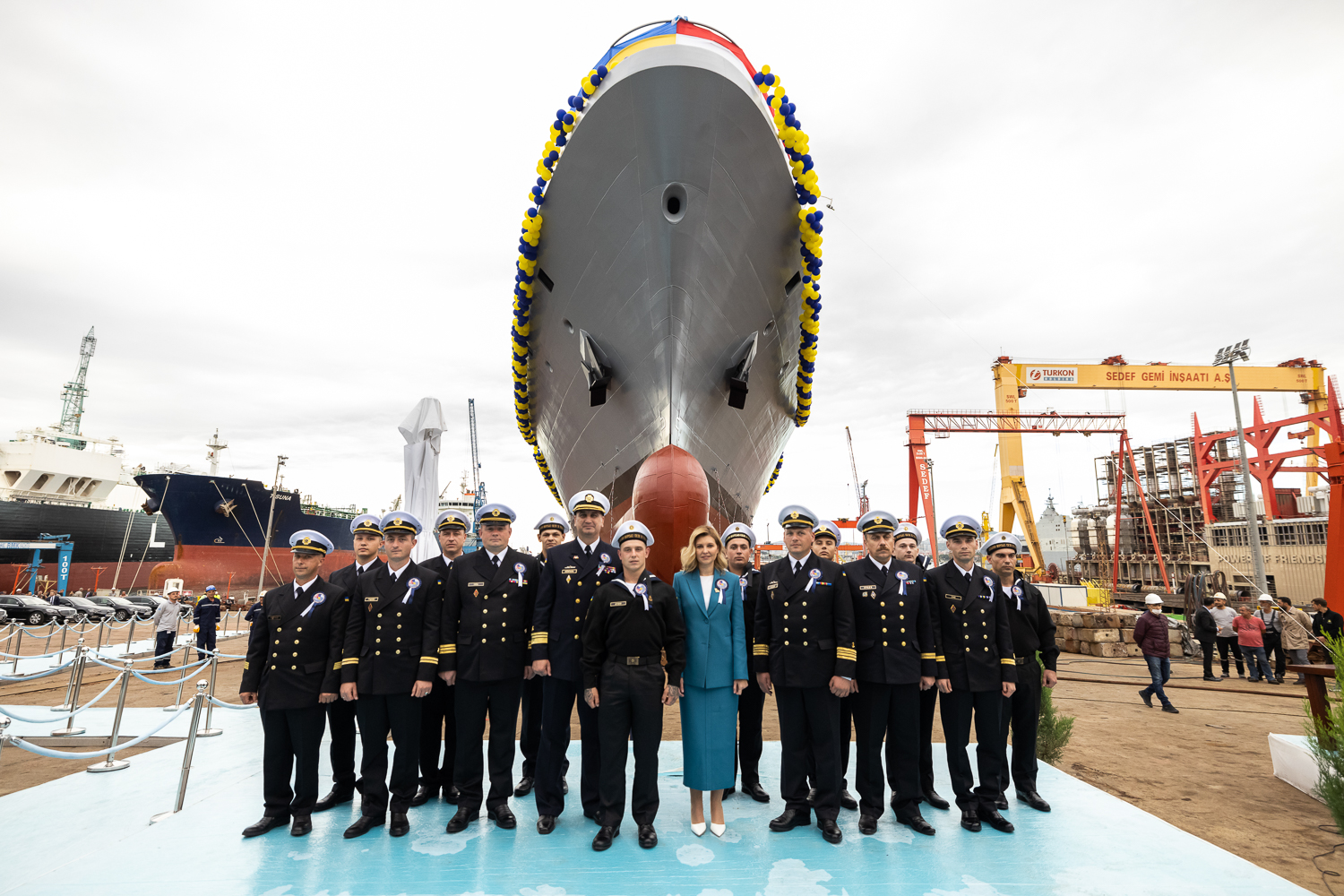
Під час спуску на воду (2 жовтня 2022 року)
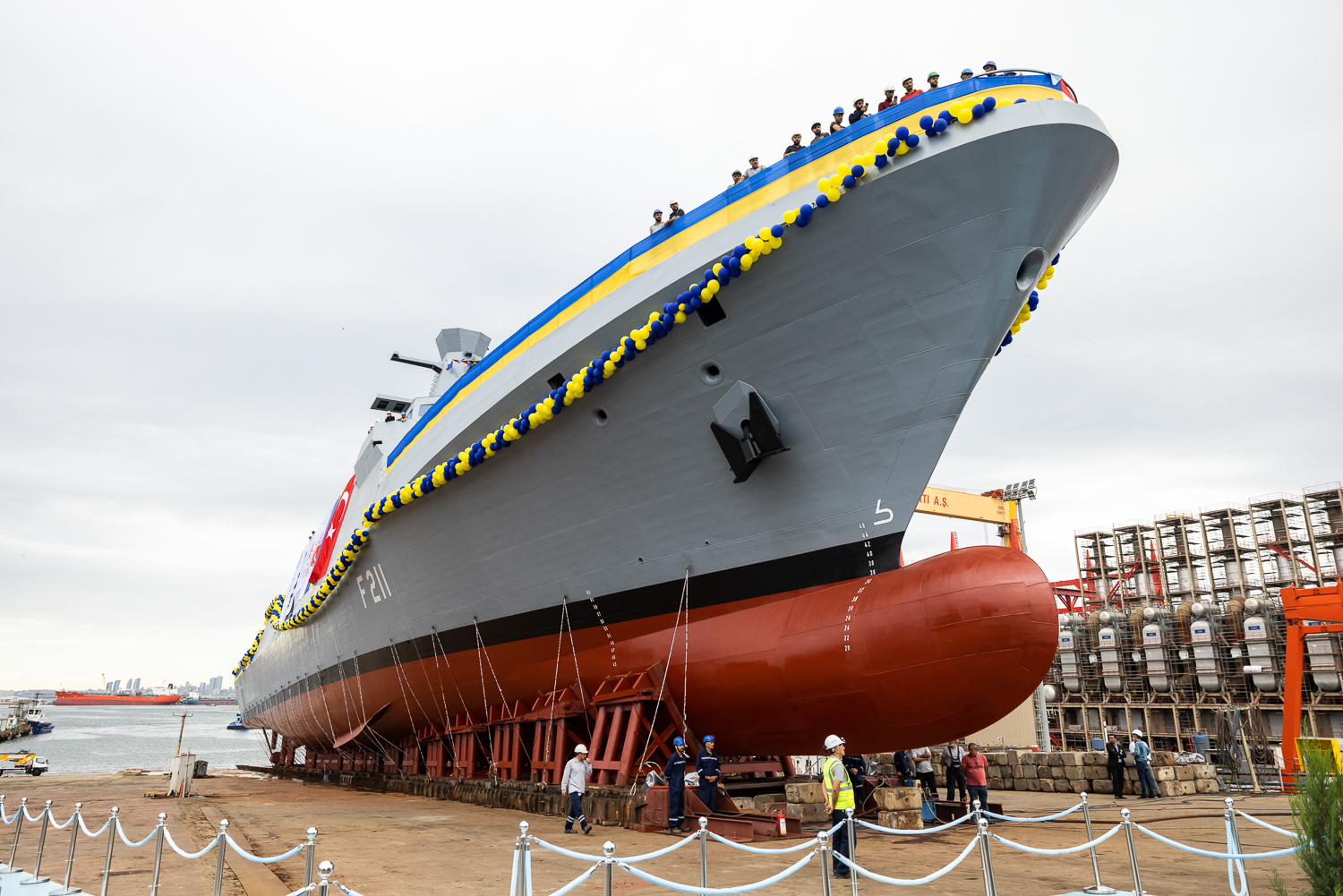
Під час спуску на воду (2 жовтня 2022 року)
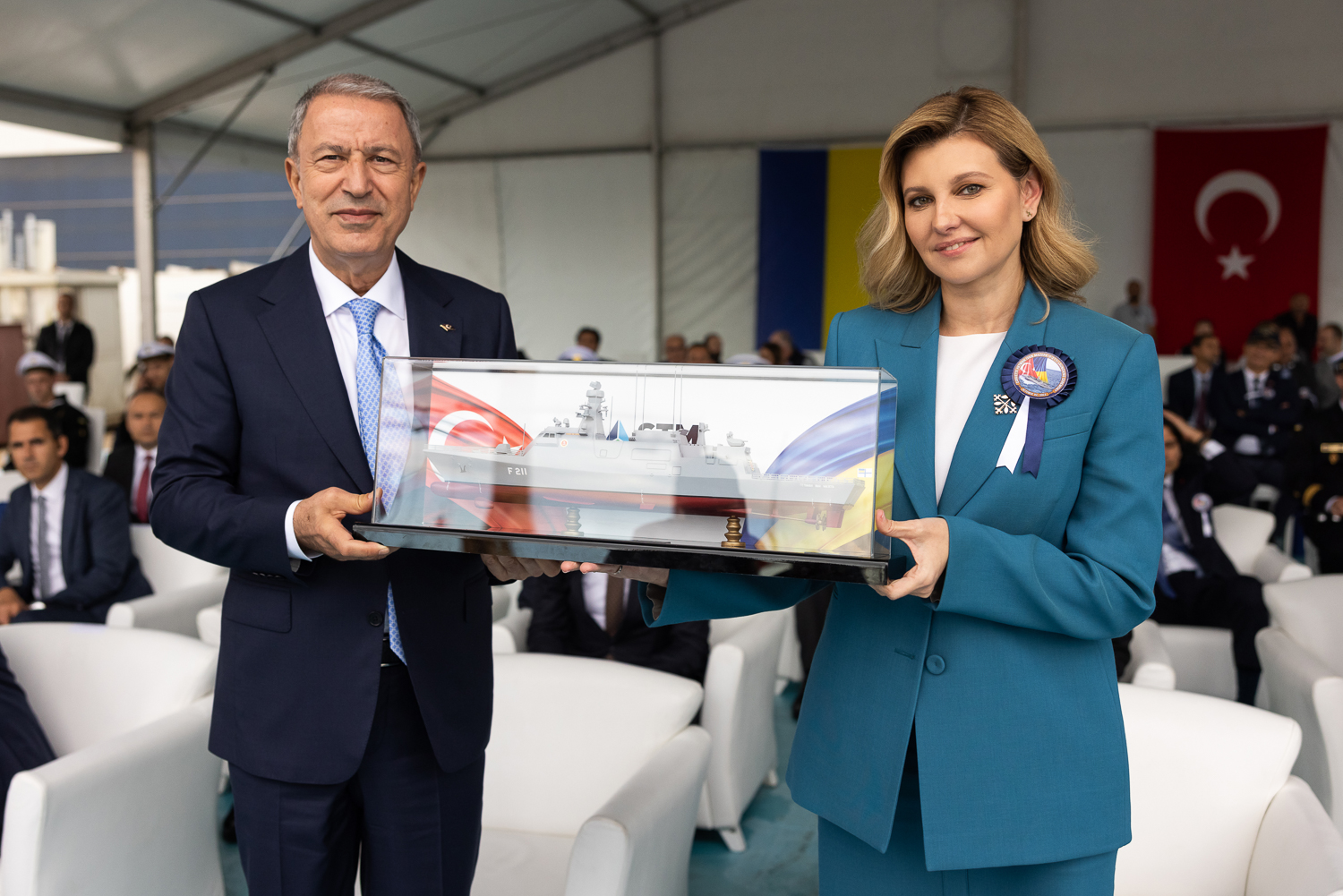
Макет корабля на церемонії спуску на воду за участі Першої леді України